# Kroniki betonowego lasu
Kroniki betonowego lasu – kompilacja nagrań polskiego rapera Donguralesko. Wydawnictwo ukazało się 30 czerwca 2014 roku nakładem wytwórni muzycznej Szpadyzor Records. Na albumie znalazł się przekrojowy materiał obejmujący występy gościnne jak i nagrania solowe rapera, a także dwa nowe utwory „Niesiemy dla was bombę” i „Al Bundy”. 
Album dotarł do 4. miejsca zestawienia OLiS. 

## Lista utworów
Opracowano na podstawie materiału źródłowego.
CD1
1. „Al Bundy” (produkcja: The Returners)
2. Waldemar Kasta – „Musisz” (gościnnie: Donguralesko, Verte, produkcja: Matheo)
3. Rafi – „Robimy hity” (gościnnie: Donguralesko, Shellerini, produkcja: Mikser)
4. Shellerini – „Wstań i idź” (gościnnie: Donguralesko, produkcja: Donatan)
5. Gruby Mielzky – „Milczenie” (gościnnie: Donguralesko, produkcja: The Returners)
6. Ry23, Donguralesko - „Płoną wersy” (produkcja: Pantomas)
7. Mass Cypher (Marian WLKP) - „Blunt” (gościnnie: Donguralesko, produkcja: Matheo)
8. DJ Soina – „Globtrotter” (gościnnie: Donguralesko, Qlop, produkcja: Greg)
9. Beat Squad – „Familia, kuzyni” (gościnnie: Donguralesko, produkcja: Czarny HIFI)
10. Beat Squad - „Absynt” (gościnnie: Ceka, Donguralesko, produkcja: Ceka)
11. RR Brygada - „Mam to co mam” (gościnnie: Donguralesko, produkcja: Mikser)
12. PWS - „Flow show” (gościnnie: Donguralesko, Shellerini, Szpaku, produkcja: Larwa)
13. Killaz Group – „Dla ulic” (gościnnie: Miodu, produkcja: Matheo)
14. Frenchman - „Po co komu diss?” (gościnnie: Donguralesko, produkcja: Frenchman)
15. Paluch – „Wokół mnie” (gościnnie: Donguralesko, produkcja: Julas)
16. Grubson – „Moc” (gościnnie: Donguralesko, produkcja: Dino)

CD2
1. „Niesiemy dla was bombę” (produkcja: Donatan)
2. Donatan - „Budź Się” (gościnnie: Donguralesko, Pezet, Pih, produkcja: Donatan)
3. Tede – „300 sekund” (produkcja: Sir Michu)
4. White House - „Wyrok” (gościnnie: Donguralesko, Fokus, produkcja: White House)
5. DJ 600V - „Wychylylybymy” (gościnnie: Donguralesko, Waldemar Kasta, produkcja: DJ 600V)
6. Chada – „Niesiemy Prawdę” (gościnnie: Donguralesko, Hukos, Jarecki, Pezet, Pih, Sitek, produkcja: Buszu)
7. DJ 600V - „To jest ten bit ha!” (gościnnie: Donguralesko, produkcja: DJ 600V)
8. Trzeci Wymiar – „Wuuuf” (gościnnie: Donguralesko, Esee, Waldemar Kasta, produkcja: DJ Sph)
9. Waldemar Kasta - „Król” (gościnnie: Donguralesko, produkcja: Donatan)
10. White House - „W górę jadę windą” (gościnnie: Donguralesko, Grizzlee, produkcja: White House)
11. „Grube jointy” (produkcja: Matheo)
12. „Boomboxy” (produkcja: A-Dub, scratche: DJ Feel-X)
13. „Raperzy cwani” (produkcja: Kut-O)
14. „Na zajawie” (gościnnie: Vienio, Tony Jazzu, produkcja: Dies)
15. DJ Tuniziano - „Jak mam nie przeklinać (Pierdolić Refreny!)” (gościnnie: Donguralesko, produkcja: The Returners)
16. Killaz Group - „Blaoew! (Ol’ Skool Bonus)” (gościnnie: Kuk, produkcja: Czarny HIFI)